# Žuti Ujguri
Žuti Ujguri /Juguri/, Turkijski narod nastanjen u kineskoj provinciji Gansu podrijetlom od starog naroda Huiqu koji se javlja još za dinastije Tang (518-907), i koji postepeno prelaze zapadno od Žute rijeke. Njihove potomke danas poznajemo kao Žute Ujgure a govore jezicima koji pripadaju turkijskoj (Yogïr ili Sarïg Yogïr ) i mongolskoj (Yogor, Šera Yogor ) skupini, dok ih dio govori i kineski. 
Juguri su bili stočari i lovci, a naseljavanjem u Gansuu počinju se baviti i ratarstvom. Od stoke Žuti Ujguri drže tibetske volove, ovce, koze, konje i kamile. Nastamba im je jurta. Ženidbu ugovaraju roditelji dok su još u dobi između 12 ili 13 godina, ili ponegdje između 15 i 17. Za vrijeme bračne ceremonije mladi par konzumira janjeći but, čiju kost nakon toga oni čuvaju kroz vrijeme od nekoliko godina, da bi potom nova nevjesta odlazila k muževoj obitelji. Na prvi bebin rođendan okuplja se veliki broj uzvanika, od kojih bi svako sebi odrezao parče bebine kose .
Žuti Ujguri su šamanisti, a njihov duhovni svijet napučen je brojnim bogovima, demonima i duhovima. Šaman se bavi liječenjem bolesti, komunicira s duhovima. Vjeruju u reinkarnaciju (neprekidni ciklus smrti i ponovnih rođenja), i prakticiraju obožavanje predaka. Žuti Ujguri dijelom su prešli na lamaizam, dok je drugi dio ostao vjeran šamanizmu. 

## Vanjske poveznice
- Yellow Uighurs
- Alexander Berzin, The Historical Interaction between the Buddhist and Islamic Cultures before the Mongol Empire
- Yugur, West: A language of China